# Sécurité, territoire, population
Sécurité, territoire, population is een collegereeks van Michel Foucault uit 1978. In deze colleges gaat Foucault in op enerzijds de lange geschiedenis van het begrip 'besturen' en anderzijds op wat hij noemt de 'gouvermentalisering' van de staat, oftewel de ontwikkeling dat de staat gaat besturen.